# 5151 Вієрстра
5151 Вієрстра (5151 Weerstra) — астероїд головного поясу, відкритий 29 вересня 1973 року.
Тіссеранів параметр щодо Юпітера — 3,164.